# Опсада Калуге (1607)
Опсада Калуге (1607) била је део устанка Болотњикова у Русији.

## Увод
Везивање сељака за земљу у Русији крајем 16. века, велика глад 1601-1603. као и безвлашће и пољска интервенција после смрти Бориса Годунова 1605. довели су до стихијског устанка сељака на југу Русије 1606.Смрт Лажног Димитрија била окидач, и легални изговор, за масовну побуну свих слојева у Русији: како међу поробљеним и гладним сељацима, тако и међу осиромашеном ситном властелом, незадовољном бољарским царем Василијем. Под вођством Ивана Болотњикова, војска састављена од сељака, козака и ситне властеле уништила је царску војску августа 1606. код Кроме, а затим поново у септембру код Калуге и Коломне и 7. октобра 1606. опсела Москву. Издана од племића, устаничка војска је 2. децембра потучена под Москвом и натерана да се повуче у Калугу.

## Опсада
Претрпевши тешке губитке, устаничка војска у Калуги је успешно одолевала опсади више од 3 месеца. Томе је допринела и помоћ козачке војске од око 4.000 људи, које је довео атаман Илејка Муромец, који се издавао за царевића Петра, непостојећег сина цара Фјодора. "Лажни Петар" је потукао царску војску код села Пчељње, близу Калуге, омогућивши Болотњикову да разбије опсаду.

## Последице
Устаници су у пролеће 1607. уз помоћ Запорошких козака заузели Тулу. Окупивши око 30.000 људи, Болотњиков је у мају 1607. поново кренуо на Москву, али је почетком јуна 1607. потучен на реци Восми. Око 10.000 преживелих устаника затворило се у Тулу, која је освојена након 4 месеца опсаде.